# Вестфалія (Айова)
Вестфалія (англ. Westphalia) — місто (англ. city) в США, в окрузі Шелбі штату Айова. Населення — 126 осіб (2020).

## Географія
Вестфалія розташована за координатами 41°43′9″ пн. ш. 95°23′37″ зх. д. / 41.71917° пн. ш. 95.39361° зх. д. (41.719252, -95.393665).  За даними Бюро перепису населення США в 2010 році місто мало площу 0,25 км², уся площа — суходіл.

## Демографія
Згідно з переписом 2010 року, у місті мешкало 127 осіб у 59 домогосподарствах у складі 36 родин. Густота населення становила 514 особи/км².  Було 62 помешкання (251/км²).
Расовий склад населення:
| - 100,0 % — білих |

До двох чи більше рас належало 0,0 %. Частка іспаномовних становила 3,9 % від усіх жителів.
За віковим діапазоном населення розподілялося таким чином: 20,5 % — особи молодші 18 років, 62,2 % — особи у віці 18—64 років, 17,3 % — особи у віці 65 років та старші. Медіана віку мешканця становила 45,5 року. На 100 осіб жіночої статі у місті припадало 101,6 чоловіків;  на 100 жінок у віці від 18 років та старших — 98,0 чоловіків також старших 18 років.
Середній дохід на одне домашнє господарство  становив 48 125 доларів США (медіана — 41 964), а середній дохід на одну сім'ю — 67 872 долари (медіана — 53 750). Медіана доходів становила 41 750 доларів для чоловіків та 30 833 долари для жінок. За межею бідності перебувало 11,9 % осіб, у тому числі 0,0 % дітей у віці до 18 років та 0,0 % осіб у віці 65 років та старших.
Цивільне працевлаштоване населення становило 61 осіб. Основні галузі зайнятості: науковці, спеціалісти, менеджери — 19,7 %, освіта, охорона здоров'я та соціальна допомога — 19,7 %, мистецтво, розваги та відпочинок — 14,8 %, будівництво — 13,1 %.